# Adolphe Delessert
Pour les articles homonymes, voir Delessert.
Adolphe François Delessert (Cossonay en Suisse, 15 septembre 1809 - Château de Saint-Barthélemy en Suisse, 6 avril 1869) est un explorateur et naturaliste français.

## Biographie
Neveu de Benjamin Delessert, il décide de partir herboriser dans l'Asie du Sud-Est en 1834. Parti de Nantes le 24 avril 1834 avec un ami, George Samuel Perrottet, il fait escale à Madère et aux Canaries et arrive le 15 juillet à l'Île-de-France. Il commence ses travaux aux Mascareignes puis se rend à Pondichery.
À la fin de l'année, il s'embarque pour les Indes néerlandaises, fait escale à Poulo-Penang dans le détroit de Malacca puis à Malacca. Il se rend ensuite à Singapour et arrive à Batavia le 27 janvier 1835 après avoir du affronter un terrible typhon.
De retour à Pondichery, il expédie en France ses collections d'histoire naturelle. Il visite ensuite Madras et chasse dans ses environs.
En 1836, Delessert séjourne une grande partie de l'année à l'île Bourbon puis en janvier 1837, s'embarque pour le Bengale. Il visite alors Calcutta où il rencontre Charles Gaudichaud-Beaupré.
De nouveau à Pondichery en 1838, il se lance à l'assaut des monts Nilgiri et multiplie les herborisations. Il y établit aussi des observations météorologiques qu'il communique à l'Asiatic Society de Calcutta. En repos à Calicut, il gagne Mahé, Cannanore, Goa et Bombay par la côte de Malabar. Il quitte définitivement les Indes le 25 février 1839, passe à Aden et rentre à Paris le 30 avril. Il ramène de ses voyages de nombreuses collections de mammifères, d'oiseaux, de reptiles, de poissons, d'insectes, de coquilles, de plantes et de minéraux.
Il est le père d'Eugène Delessert.

## Œuvres
- Souvenirs d'un voyage dans l'Inde exécuté de 1834 à 1839, dédié à Benjamin Delessert, 1843

## Pour approfondir